# Būdālālū
Būdālālū (persiska: بودالالو, بو دَلّال, بود آلان, بود اَلال, بودالّان) är en ort i Iran.   Den ligger i provinsen Ardabil, i den nordvästra delen av landet, 400 km nordväst om huvudstaden Teheran. Būdālālū ligger 1 675 meter över havet och antalet invånare är 451.
Terrängen runt Būdālālū är lite bergig. Runt Būdālālū är det ganska glesbefolkat, med 42 invånare per kvadratkilometer. Närmaste större samhälle är Tūryākhlū, 19,4 km norr om Būdālālū. Trakten runt Būdālālū består i huvudsak av gräsmarker.